# Dombeya palmatisecta
Dombeya palmatisecta är en malvaväxtart som beskrevs av Bénédict Pierre Georges Hochreutiner. Dombeya palmatisecta ingår i släktet Dombeya och familjen malvaväxter. Inga underarter finns listade i Catalogue of Life.